# My Suicidal Sweetheart
My Suicidal Sweetheart (alternat. tytuł Crazy for Love) to amerykański film fabularny z 2005 roku, napisany, wyprodukowany i wyreżyserowany przez Michaela Parnessa.

## Obsada
- Natasha Lyonne − Grace
- David Krumholtz − Max
- Tim Blake Nelson − Roger Bob
- Lorraine Bracco − Sheila
- David Paymer − Max Sr.
- Rosanna Arquette − Vera
- Karen Black − matka Grace
- Guillermo Díaz − Hector
- Ralf Möller − Bruno